# Buzzman L'il Buzzard
Le Buzzman L'il Buzzard est un ULM canadien monoplan biplace côte-à-côte, initialement fabriqué par la société Buzzman ARVS, puis par L'il Hustler Ultralight Aviation à Holland Landing, en Ontario.
Doté d'une aile haute et d'un train d'atterrissage conventionnel, il n'est vendu que partiellement assemblé, seule sa structure étant complète. L'acheteur doit ensuite lui trouver une peinture, un moteur et des instruments de bord,. Une autre particularité est que l'avion est vendu sans garantie et sans assurance pour la livraison,.

## Conception et développement

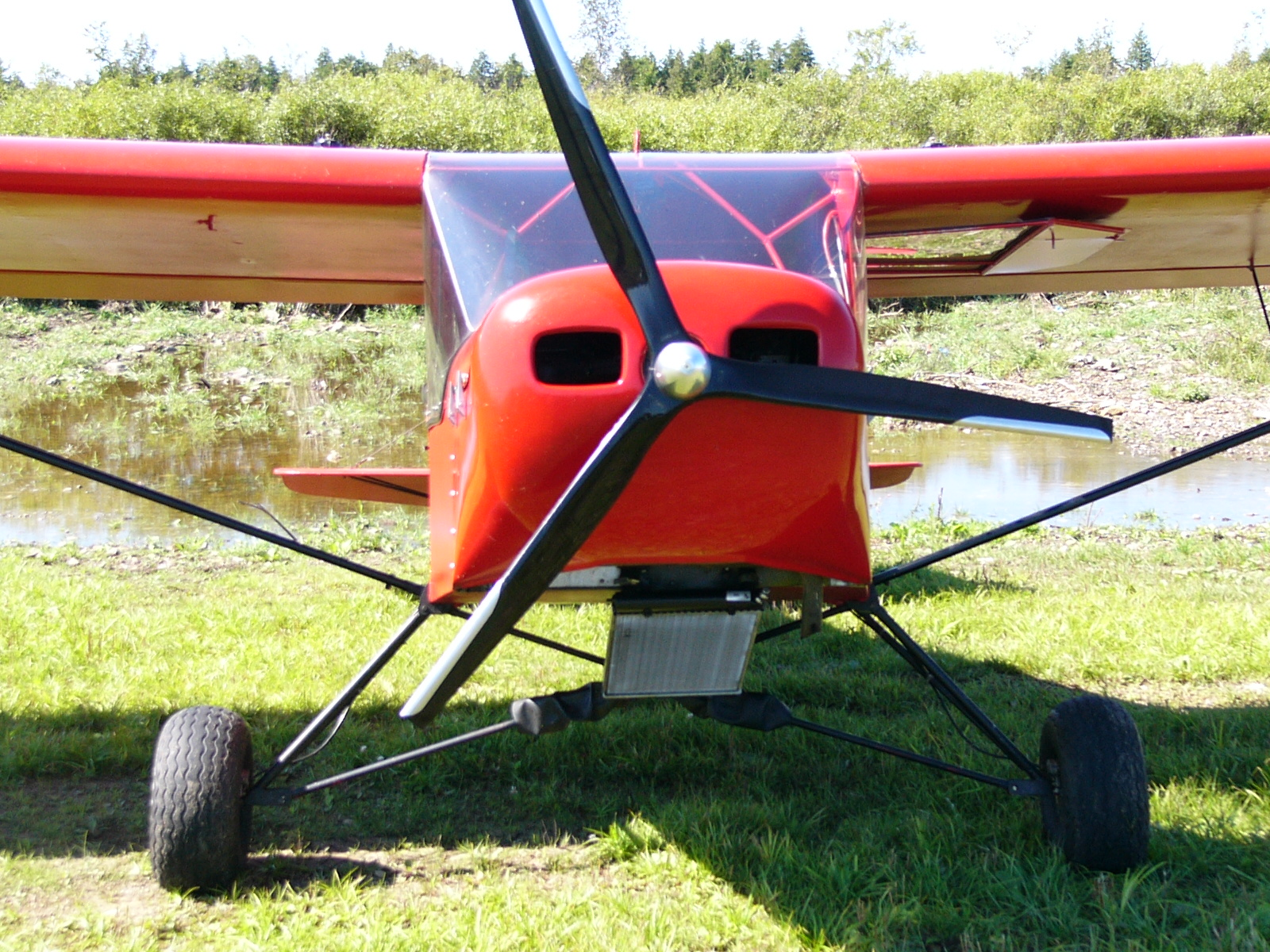
Vue de face de l'appareil. Le radiateur de refroidissement du moteur Rotax est ici visible dans une position particulièrement exposée et vulnérable, sous le nez de l'appareil.

Évolution de l'Anglin J6 Karatoo de 1982, conçu par Dave Loveman et Ted Van Erp, le L'il Buzzard fut présenté pour la première fois au public en 1990. Les objectifs fixés pour sa conception étaient un faible coût, une durée de vie importante en jouant le rôle d'avion d'entraînement, une construction rapide et une maintenance facile. Comme il n'est pas sur la liste des appareils advanced ultralights autorisés et qu'il est livré entièrement assemblé — du moins en ce qui concerne sa cellule —, il n'est pas non-plus éligible dans la catégorie des avions de construction amateur. Les L'il Buzzards enregistrés au Canada sont sans la catégorie des basic ultralights,.
L'avion est constitué d'un fuselage en tubes d'acier 4130 soudés et d'ailes en aluminium, construites à partir d'une forme « en D » sur un longeron « en I ». L'avion est recouvert d'un tissu aéronautique peint, et ses ailes sont renforcées par des entretoises en V. Le train d'atterrissage est de type classique — à roulette de queue —, avec les deux jambes principales amorties par des sandows, tandis que la roulette de queue dispose d'un ressort et est orientable. L'avion possède des doubles commandes standard, une manette de contrôle ajustable à gauche, des sièges réglables et une cabine de 112 cm de largeur. Des flaperons existent en option et permettent de faire baisser la vitesse de décrochage de 56 à 43 km/h,. L'avion est livré avec des attaches soudés pour l'éventuelle installation de flotteurs. Il peut également être utilisé avec des skis. Le moteur standard est le Rotax 582 (en) de 64 ch (48 kW), mais la cellule peut accepter des moteurs dont la puissance atteint les 100 ch (75 kW).
Le prix de vente typique de l'appareil en 2011 était de 36 960 CAD, pour un Li'l Buzzard TWS 582 complet.
Le fabricant affirme qu'un temps de 40 heures est suffisant pour passer de la cellule livrée à un avion complet, avec son moteur et sa peinture.

## Carrière opérationnelle
En 2002, le fabricant a affirmé avoir vendu cent exemplaires à des clients. En août 2018, il existait 19 exemplaires des différentes versions du L'il Buzzard enregistrés au Canada, comprenant quinze L'il Buzzards, deux L'il Hustlers et deux L'il Hustler SS.

## Versions
- L'il BUzzard : Version de base, équipée d'un moteur à deux temps Rotax 582 (en) de 64 ch (48 kW)[2] ;
- L'il BUzzard 582 : Version améliorée, toujours équipée du moteur Rotax 582 de 64 ch[5] ;
- L'il Hustler : Version équipée d'un moteur à quatre temps Rotax 912UL de 80 ch (60 kW)[8] ;
- L'il Hustler SS : Version équipée d'un Rotax 912ULS de 100 ch (75 kW)[8] ;
- L'il Hustler TR : Version doté d'un train d'atterrissage tricycle[9].

## Spécifications techniques (L'il Buzzard)
Données de Ultralight Aircraft Shopper's Guide, Ultralight News
Caractéristiques générales
- Équipage : 1 pilote
- Capacité : 1 passager
- Longueur : 6,25 m
- Envergure : 10,21 m
- Surface alaire : 16 m2
- Masse à vide : 227 kg
- Masse typique : 

  - 544 kg (1 200 lbs) dans la catégorie canadienne « basic ultralight » ;
  - 680 kg (1 500 lbs) dans la catégorie « amateur built » (construction amateur).
- Moteur : 1   moteur à pistons à moteur à deux temps bi-cylindre refroidis par eau Rotax 582 (en) de 64 ch (48 kW)
- Hélice : Bipale à pas fixe en bois
- Carburant : 38 litres

 Performances 
- Vitesse à ne jamais dépasser : 193 km/h
- Vitesse de croisière : 129 km/h
- Vitesse de décrochage : 56 km/h
- Distance franchissable : 563 km
- Vitesse ascensionnelle : 216 m/min
- Charge alaire : 34,1 kg/m2
- Rapport poids-puissance : 3,55 kg/ch